# 幣隆太朗
幣 隆太朗（へい りゅうたろう、1981年2月22日 - ）は日本のコントラバス奏者。

シュトゥットガルト放送交響楽団コントラバス奏者。

## プロフィール
10歳より、奥田一夫に手ほどきを受ける。
1999年、兵庫県立西宮高校音楽科卒業、同年、東京藝術大学入学。
2001年、渡独。ドイツ・ヴュルツブルク音楽大学入学。DAAD外国人のための学内コンクールで1位となり、奨学金を授与される。
2005年、同大学ディプロマ試験を最高得点で卒業、同大学院マスターコースに入学。
同年ベルリン国立歌劇場オーケストラ（シュターツカペレ・ベルリン）のアカデミー試験に合格、首席指揮者ダニエル・バレンボイム指揮のもと、オーケストラの一員として研鑽を積む。
2007年、首席指揮者サー・ロジャー・ノリントンのもと、ドイツ公共放送局オーケストラの1つ、SWRシュトゥットガルト放送交響楽団に入団。
2009年、ヴュルツブルク音楽大学マイスタークラスの修了試験を審査員の満場一致で合格、「コントラバスマイスター」の称号を得る。同年、デンマーク「Spor festival」からソリストとして招待を受け、現代の作曲家としては最高峰にあるベアート・フラー作曲：ソロコントラバスとソプラノのための《ロトファゴス》を演奏し、観客のみならず作曲家自ら「かつてない最高の演奏」と歓喜の称賛を受ける。
2010年、シュトゥットガルト・エクラ現代音楽祭にて、オーストリアのシュタットラー・カルテットと、ヴィーラント・ホーバン作曲：ソロコントラバスとカルテットのための楽曲を世界初演。
現在、シュトゥットガルト放送交響楽団団員として、ドイツ国内外でのソロリサイタル、小菅優、樫本大進、庄司紗矢香、ボリス・ベレゾフスキー、フィリップ・トゥーンドゥル、セバスティアン・マンツなど、世界を代表するソリストの室内楽の共演等、精力的に活動している。
日本では毎夏、日本ツアー帰国リサイタルを開催。
2010年よりサイトウ・キネン・オーケストラのメンバーとして公演に参加。
文屋充徳、奥田一夫、河原泰則、永島義男、南出信一、村上満志、山本 修、マティアス・ヴィンクラーらに師事。
2012年より上野製薬株式会社より1670年製コントラバスの名器「ブゼット」を貸与されている

## ディスコグラフィー
- "The Sound of Double Bass" (Eigenart) 2015/11/21